# Lariscus
Lariscus is een geslacht van zoogdieren uit de familie van de eekhoorns (Sciuridae). De wetenschappelijke naam van het geslacht werd in 1909 gepubliceerd door Oldfield Thomas en Robert Charles Wroughton.

## Soorten
Er worden 4 soorten in dit geslacht geplaatst:
- Lariscus hosei (Thomas, 1892) - Vierstrepige palmeekhoorn
- Lariscus insignis (F. Cuvier, 1821) - Driestrepige palmeekhoorn
- Lariscus niobe (Thomas, 1898)
- Lariscus obscurus (Miller, 1903)